# Vahlbruch
Vahlbruch település Németországban, azon belül Alsó-Szászország tartományban. Lakosainak száma 397 fő (2023. december 31.). Vahlbruch Lügde, Ottenstein és Brevörde községekkel határos.

## Népesség
A település népességének változása:
| Lakosok száma | 465  | 401  | 384  | 392  | 404  | 401  | 397  |
|               | 2010 | 2016 | 2017 | 2019 | 2021 | 2022 | 2023 |